# Francisco Hernández Pla
Francisco Hernández Pla (Valencia, ¿? - ¿Madrid?, 24 de febrero de 1722) fue un compositor y maestro de capilla español.
No debe confundirse con Francisco Hernández Illana, maestro de capilla de la Catedral de Burgos.

## Vida
Originario de Valencia, ingresó en la Catedral de Sigüenza como maestro de capilla el 12 de mayo de 1698, donde permaneció hasta su traslado al Real Monasterio de la Encarnación de Madrid.
Tras el fallecimiento del maestro Matías Juan de Veana en abril de 1703 había quedado vacante el magisterio del Monasterio de la Encarnación. El siguiente maestro conocido es del 26 de octubre de 1708, cuando fue nombrado para el magisterio Hernández Pla, que permaneció en el cargo con toda probabilidad hasta su fallecimiento el 23 o 24 de febrero de 1722. En La Encarnación coincidió con su hermano Felipe Hernández Pla, tenor de la capilla de música.
Dos meses después de su ingreso en La Encarnación, Hernández Pla ingresó en la Congregación de la Soledad, donde el 3 de julio de 1711 se convirtió en secretario. Entre sus funciones se encontraba:

[...] citar a los congregantes y ministros para las juntas así particulares como generales, y para las funciones de entierros, honras, aniversarios y fiestas de Nuestra Señora [...] extender los acuerdas que se hicieren [...], escribir las cartas y libranzas.

En 1710 ganó la plaza de maestro de capilla de la Catedral de Toledo, primada de España, uno de los cargos más prestigiosos de la Monarquía Hispánica, pero lo rechazó, prefiriendo La Encarnación «por no tener coro». El no tener coro implicaba no tener que cuidar ni educar a los infantes del coro, además de no tener la obligación de asistir diariamente a cantar el oficio divino con todos los canónigos, lo que representaba una gran carga de trabajo.
En la Controversia de Valls se puso del lado de Francisco Valls, en defensa de la Misa Escala Aretina el 25 de agosto de 1715, posicionándose en la línea progresista de los compositores hispánicos de su época.

El paso del Miserere nobis de la misa Scala Aretina del maestro Valls es bueno, porque aunque entra la cuarta voz en novena, como no es parte principal del compás, no supone lo que allí está escrito, porque se ha de construir, y es que allí supone la pausa por buena; y siendo así, como es, y debe ser, no puede estar mejor, y es muy buen pensamiento. Pongo esos dos ejemplos, y pudiera poner más de cincuenta de autores clásicos; pero hasta para el que ha estudiado. Madrid, y octubre 17 de 1715.
Don Francisco Hernández.

Francisco Valls se lo agradeció en 1722 en su libro Mapa Armónico, en el que menciona a Hernández Pla como uno de los modelos a imitar en la composición de villancicos.

## Obra
La mayoría de la obra de Hernández Pla se encuentra en el Real Monasterio de Montserrat, al que fue trasladado el archivo de La Encarnación durante la Guerra Civil. Se encuentran himnos, salmos, antífonas marianas, motetes y villancicos, a cuatro, cinco, siete, ocho y once voces.
Hay muchas otras composiciones firmadas «Hernández» en diversas catedrales españolas y otros archivos, pero no es posible distinguir si son de Francisco Hernández Illana o Francisco Hernández Pla.